# Haniffia
Haniffia es un género de plantas con flores perteneciente a la familia Zingiberaceae. Comprende dos especies.

## Especies seleccionadas
- Haniffia albiflora
- Haniffia cyanescens